# Autostrada A411 (Franța)
În Franța, autostrada A411 leagă autostrada A40 de frontiera dintre Franța și Elveția, între Gaillard și Thônex, în cantonul Geneva. Dată în exploatare în 1973, aceasta a fost prima secțiune a autostrăzii A40. Acest tronson de 3 kilometri a fost redenumit A411 după deschiderea porțiunii Annemasse-Bellegarde în 1982. Autostrada se află aproape în întregime pe teritoriul comunei Gaillard.
Autostrada este concesionată societății Autoroutes et Tunnel du Mont-Blanc (ATMB), dar este gratuită. Pe partea elvețiană, continuă cu route de Malagnou, o șosea cu patru benzi care duce spre centrul orașului Geneva.

## Istoric
Declarații de utilitate publică:
- 19.11.1971: Ansamblul autostrăzii (A40 - Elveția)[1]

Puneri în funcțiune:
- 28.07.1973: Ansamblul autostrăzii (A40 - Elveția)
- 1983: Nodul rutier parțial Gaillard (ieșirea 14.1)

## Traseu
| De la A40 până la frontiera elvețiană; secțiune gratuită, concesionată ATMB. |                                                                                         |      |
| A40 E21 E25 E62 E712                                                         |                                                                                         |      |
| Intersecție                                                                  | Nod rutier între A40 și A411: Chamonix-Mont-Blanc, Torino, Milano; Annecy, Paris, Lyon. | A40  |
| A411 E712                                                                    |                                                                                         |      |
| 14.1 - Gaillard                                                              | Orașe deservite: Gaillard (nod rutier parțial).                                         | RD19 |
| A411 E712                                                                    |                                                                                         |      |
|                                                                              | Granița dintre Franța și Elveția                                                        |      |
| 111 E712                                                                     | Geneva                                                                                  |      |